# Igreja da Atalaia

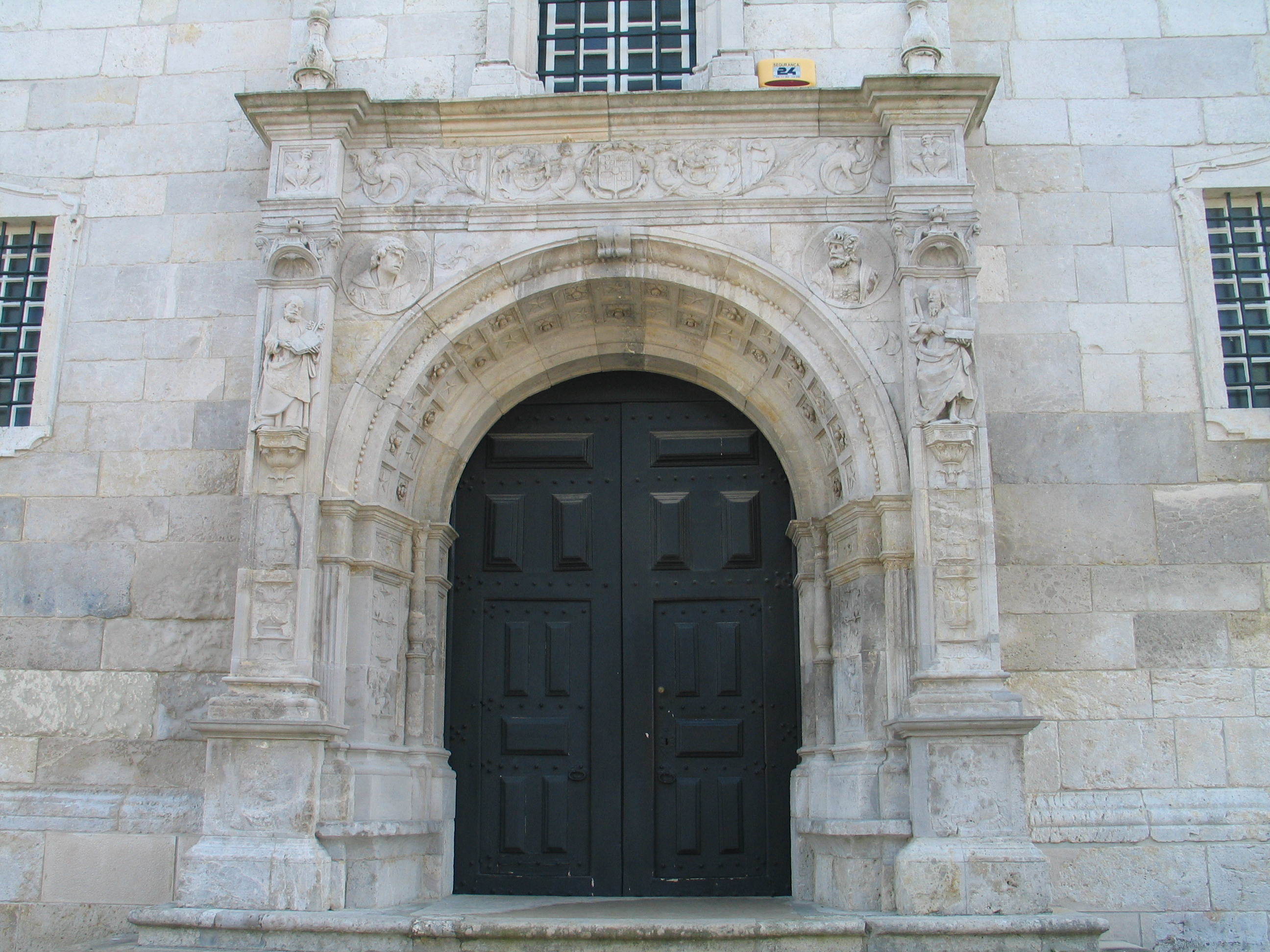
Portal de entrada

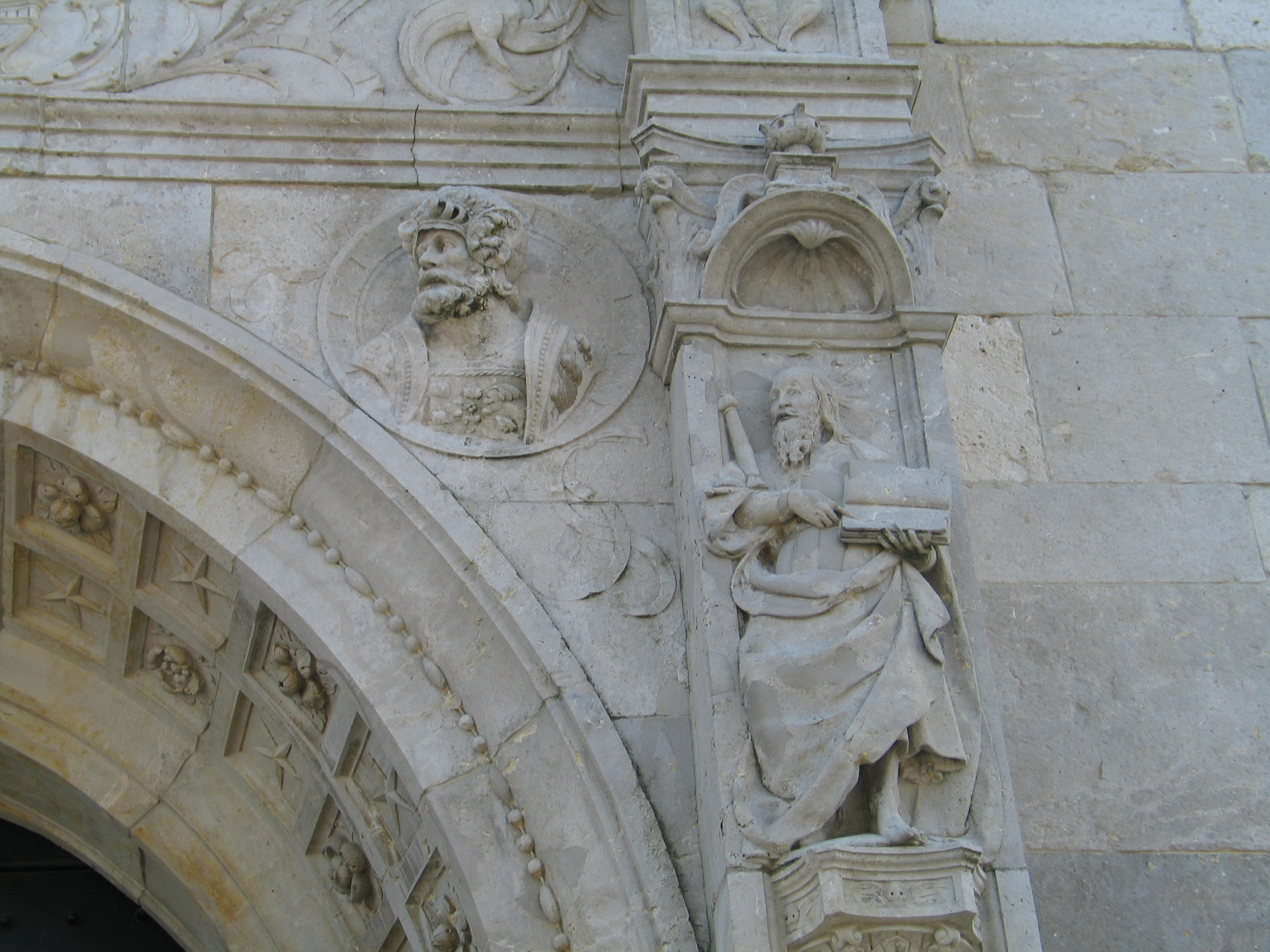
Pormenor do portal

A Igreja da Atalaia, também referida como Igreja Paroquial de Atalaia ou Igreja de Nossa Senhora da Assunção, localiza-se na Atalaia (Vila Nova da Barquinha), distrito de Santarém, Portugal.
No estilo Manuelino, foi mandada construir pelo Conde de Cantanhede em 1528. A sua traça foi elaborada por João de Castilho, sendo os programas decorativos do portal principal e do arco cruzeiro da autoria de João de Ruão, naquela que é uma das primeiras obras feitas pelo mestre normando em Portugal. Tem o seu portal revestido com ornatos e medalhões de bustos humanos. 
O cardeal-patriarca José Manuel da Câmara, falecido em 1758, tem o seu túmulo nesta igreja.
A Igreja da Atalaia está classificada como Monumento Nacional desde 1926.

## Interior
Nas laterais estão azulejos policromados, amarelos e azuis do século XVII. 
Na parte alta estão 9 painéis, de 100cm x 90cm cada, incluindo a cercadura de cadeia. As cenas do Antigo Testamento figuram no topo das paredes, intercalando com as janelas que iluminam o templo. Estes painéis pretendem ilustrar os primeiros versículos do Livro do Génesis:
- A Santíssima Trindade (sobre o arco triunfal);
- A criação do Homem;
- Adão e Eva no Paraíso;
- Eva colhendo as maçãs;
- Adão e Eva expulsos do Paraíso;
- Caim matando Abel;
- Construção da arca de Noé;
- Dilúvio;
- A arca no monte Ararate.

As naves laterais do templo são cobertas por 7 painéis com cenas do Novo Testamento:
- Nossa Senhora Assunção;
- Baptismo de Cristo;
- Santa Catarina e São Domingos;
- Alegoria Eucarística;
- Cena da Circuncisão;
- O Milagre da Mula;
- Nossa Senhora da Ascensão.

## Requalificação em 2021
A igreja foi sujeita obras de intervenção que se iniciaram em maio de 2021. As principais intervenções foram requalificação estrutural do interior, a instalação elétrica do exterior e interior (com o objetivo de aumentar a eficiência energética), assim como a reabilitação dos pavimentos do adro. Com um custo de cerca de 370 mil euros, a obra foi cofinanciada a 85% pelos fundos comunitários.

## Monumento Nacional
A igreja foi classificada como Monumento Nacional em 1926, pelo Decreto n.º 11 453, DG, I Série, n.º 35, de 19-02-1926.